# Chamaesoma broelemanni
Chamaesoma broelemanni är en mångfotingart som beskrevs av Ribaut och Karl Wilhelm Verhoeff 1913. Chamaesoma broelemanni ingår i släktet Chamaesoma och familjen Chamaesomatidae. Inga underarter finns listade i Catalogue of Life.